# دندی، نوساری
دندی روستایی در جلالپور، بخش نوساری، ایالت گجرات، هند است. این منطقه در ساحل دریای عرب نزدیک شهر نوساری واقع شده‌است.
هنگامی که مهاتما گاندی آن را به عنوان مقصد رژزه نمک در سال ۱۹۳۰ انتخاب کرد، به شهرت جهانی رسید. گاندی برای اعتراض به وضع مالیات بر نمک، با برخی از پیروان خود از پایگاهش در سابارماتی در نزدیکی احمدآباد به سمت دندی حرکت کرد. هزاران نفر در این رژه شرکت کردند و به مدت ۲۴ روز با پای پیاده از احمدآباد به دندی پیاده‌روی کردند.
دولت هندوستان برنامه‌هایی را برای توسعه بخش Sabarmati -Dandi به عنوان قطب گردشگری آغاز کرد. دولت همچنین پیشنهاد ساخت یادبودی برای بزرگداشت راهپیمایی نمک جنبش استقلال هند را داد.